# 誕生殿

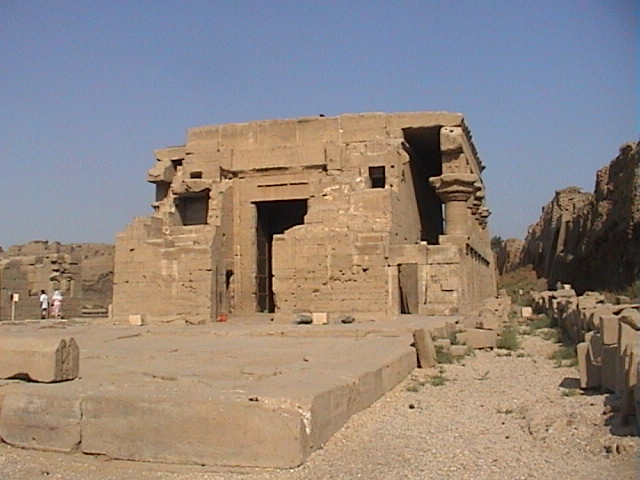
デンデラ神殿複合体にあるローマ時代の誕生殿

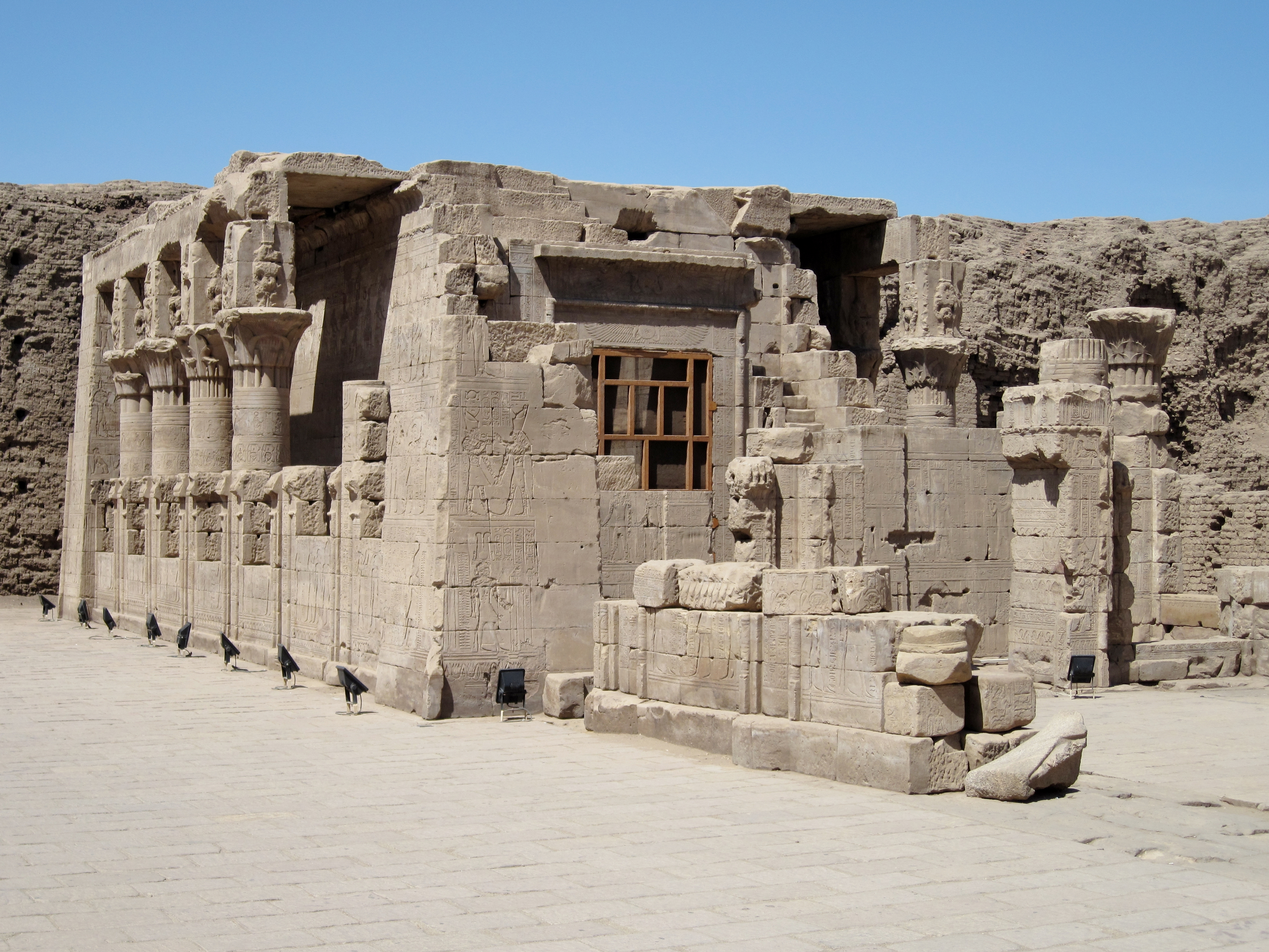
エドフ神殿の誕生殿

誕生殿（たんじょうでん、マンミシ、Mammisi, Mamisi）は、より大きな神殿に付属する小さな聖堂に用いられる用語で、エジプトにおいて神の誕生に関連する。マンミシという言葉は、「誕生の場所」（英: birth-place）および「誕生殿」（英: birth-house）を意味するコプト語に由来し、この単語の使用は19世紀のジャン＝フランソワ・シャンポリオンによる。誕生殿では、神と王との関係もよく示され、神の子である王の誕生において、ときにエジプト新王国の神殿でみられる「誕生の間」との関連も指摘される。
エジプト末期王朝より配置された誕生殿において、残存する最も重要な例はプトレマイオス朝およびローマ時代にある。その時代に建てられた誕生殿の外壁にはよく、特徴的な柱間壁のある列柱廊が見られる。その最も保存が良いものは、デンデラ神殿複合体にあるローマ時代の誕生殿であり、そこにはプトレマイオス朝時代の誕生殿もある。また他の主な誕生殿としては、エドフ神殿、コム・オンボ神殿、フィラエ神殿、アルマント神殿のものがある。